# Makedonija Skopje
Fudbalski Klub Makedonija Gjorče Petrov (in kyrillischer Schrift: Ф. К. Македонија Ѓорче Петров) ist ein Fußballverein im nordmazedonischen Skopje.

## Geschichte
Der Klub wurde 1932 unter dem Namen Hask als Amateurverein gegründet und gehört damit zu den ältesten Vereinen des Landes. Später nannte er sich zunächst in Rudar und wiederum später in Industrijalec um. Unter dem Namen Yugokokta nahm der Verein ab 1970 am professionellen Fußballbetrieb in Jugoslawien teil. Zur Saison 1989/90
nannte sich der Verein nach Gjorče Petrov (1865–1921), einem führenden Vertreter der IMRO, und erhielt somit seinen heutigen Namen.
Zu jugoslawischen Zeiten spielte der Verein in den untersten Ligen, größter Erfolg war 1990 der Aufstieg in die dritte Liga. Nach der Unabhängigkeit Mazedoniens gehörte Makedonija zu den Gründungsmitgliedern der neu geschaffenen Prva Makedonska Liga und entging in der ersten Saison nur knapp dem Abstieg, als man einen Punkt Vorsprung auf den Absteiger FK Metalurg Skopje hatte. Allerdings beendete man die folgende Saison abgeschlagen auf dem letzten Platz, da nur zwei Saisonsiege verbucht werden konnten.
1994/95 gelang der sofortige Wiederaufstieg und Makedonija konnte sich in den folgenden Jahren im sicheren Mittelfeld platzieren. 1997/98 gelang sogar der dritte Platz, der die Teilnahme am UI-Cup ermöglichte. 2001 entging man wiederum nur knapp dem Abstieg, im folgenden Jahr wurde man in der regulären Saison Vorletzter und als Letzter der anschließenden Abstiegsrunde musste der Klub ins Unterhaus absteigen.
Nach zwei siebten Plätzen in der zweiten Liga qualifizierte sich Makedonija als Dritter in der Saison 2004/05 für das Relegationsspiel um den Aufstieg und setzte sich mit 2:1 durch ein Tor in der Nachspielzeit gegen Madzari Solidarnost Skopje durch.
Überraschenderweise gelang dem Aufsteiger auf Anhieb die beste Platzierung der Vereinsgeschichte, als man mit drei Punkten Rückstand auf Rabotnicki Kometal Skopje Vizemeister wurde. In der ersten Runde der Qualifikation für den UEFA-Pokal 06/07 scheiterte der Verein allerdings am bulgarischen Vertreter Lokomotive Sofia, denen nach einem 2:0 in Sofia ein 1:1 im Rückspiel zum Weiterkommen reichte.
Makedonija Skopje wurde in der Saison 2008/09 zum ersten Mal mazedonischer Meister und treten somit das erste Mal in der Champions-League-Quali auf. In dieser traten sie gegen den belarussischen Meister BATE Borissow an, unterlagen aber in beiden Spielen mit jeweils 0:2.
In der darauffolgenden Saison traten Makedonija und Sloga Jugomagnat aus Protest gegen den Verband zweimal hintereinander nicht zu Spielen in der Prva Liga an, so dass beide Vereine vom Spielbetrieb ausgeschlossen wurden und Makedonija somit als amtierender Meister absteigen musste. Sie bestritten nur 15 Spiele in der Saison, aus denen sie 23 Punkte holten. Alle Spiele von Makedonija ab dem zwölften Spieltag wurden annulliert, damit wurde Makedonija mit einer Bilanz von 20 Punkten aus elf Spielen zusammen mit Sloga Jugomagnat, welche ebenfalls mit elf Spielen am 30. November 2009 aus dem Spielbetrieb ausgeschlossen wurden, auf den letzten Tabellenplatz gesetzt.

## Erfolge
- Nordmazedonischer Fußballmeister: 2009
- Nordmazedonischer Pokalsieger: 2006, 2022, 2023

## Europapokalbilanz
| Saison  | Wettbewerb                    | Runde                  | Gegner                | Gesamt | Hin     | Rück    |
| ------- | ----------------------------- | ---------------------- | --------------------- | ------ | ------- | ------- |
| 1998    | UEFA Intertoto Cup            | 1. Runde               | NK Olimpija Ljubljana | 5:3    | 4:2 (H) | 1:1 (A) |
| 1998    | UEFA Intertoto Cup            | 2. Runde               | SC Bastia             | 1:7    | 1:0 (H) | 0:7 (A) |
| 2006/07 | UEFA-Pokal                    | 1. Qualifikationsrunde | Lokomotive Sofia      | 1:3    | 0:2 (A) | 1:1 (H) |
| 2007    | UEFA Intertoto Cup            | 1. Runde               | Ethnikos Achnas       | 2:1    | 0:1 (A) | 2:0 (H) |
| 2007    | UEFA Intertoto Cup            | 2. Runde               | Tscherno More Warna   | 0:7    | 0:4 (H) | 0:3 (A) |
| 2009/10 | UEFA Champions League         | 2. Qualifikationsrunde | BATE Baryssau         | 0:4    | 0:2 (H) | 0:2 (A) |
| 2019/20 | UEFA Europa League            | 1. Qualifikationsrunde | FC Alaschkert Martuni | 1:6    | 1:3 (A) | 0:3 (H) |
| 2022/23 | UEFA Europa Conference League | 2. Qualifikationsrunde | ZSKA Sofia            | 0:4    | 0:0 (H) | 0:4 (A) |
| 2023/24 | UEFA Europa Conference League | 1. Qualifikationsrunde | FK RFS                | 1:5    | 0:1 (H) | 1:4 (A) |

Gesamtbilanz: 18 Spiele, 3 Siege, 3 Unentschieden, 12 Niederlagen, 11:40 Tore (Tordifferenz −29)